# Club Valdai

Il Club Valdai è un think tank e un forum di discussione russo. Fondato nel 2004, nel contesto del ritorno della Russia nella politica internazionale inaugurato dalla prima presidenza Putin, il Valdai è specializzato nella produzione di analisi geopolitiche, nell'organizzazione di eventi per decisori politici e nella formulazione di indirizzi di politica estera.

## Storia
Il Club Valdai viene istituito nel 2004, prendendo il nome dal luogo dell'incontro fondativo – il lago Valdai –, con l'obiettivo di sostenere gli sforzi della Russia di rientrare nell'arena internazionale nelle vesti di grande potenza.
Ufficialmente indipendente, ma de facto legato al Cremlino, il primo vertice del Valdai fu presenziato da Putin e dedicato alle aspettative della Russia nel nuovo secolo.

## Attività
Il Club Valdai è il think tank informale del Ministero degli Esteri della Russia, per conto del quale organizza eventi internazionali di alto livello, sigla accordi di collaborazione con controparti straniere e produce giornalmente analisi scenariali, articoli analitici, proposte di politica estera e rapporti di previsione strategica.

## I discorsi di Vladimir Putin
Il think tank organizza delle sessioni plenarie a cadenza annuale, sin dal 2004, che vedono la partecipazione del presidente in carica e sono dedicate all'approfondimento dei temi geopolitici e geoeconomici più rilevanti del momento.
Putin, che è un noto frequentatore degli eventi organizzati dal Club Valdai, ha storicamente utilizzato le sessioni plenarie per produrre dei discorsi di indirizzo politico destinati a un pubblico interno. Nella ricorrenza decennale del primo discorso tenuto presso il Valdai, il 24 ottobre 2014, Putin approfittò dell'apertura della nona sessione del think tank, intitolata "L'ordine mondiale: Nuove regole o un gioco senza regole?", per parlare degli eventi conflittuali in Ucraina e della decisione di invadere e annettere la penisola crimeana.